# Jean-François Millet
Pour les articles homonymes, voir Millet.
Ne doit pas être confondu avec Jean-François Millet de La Mambre.

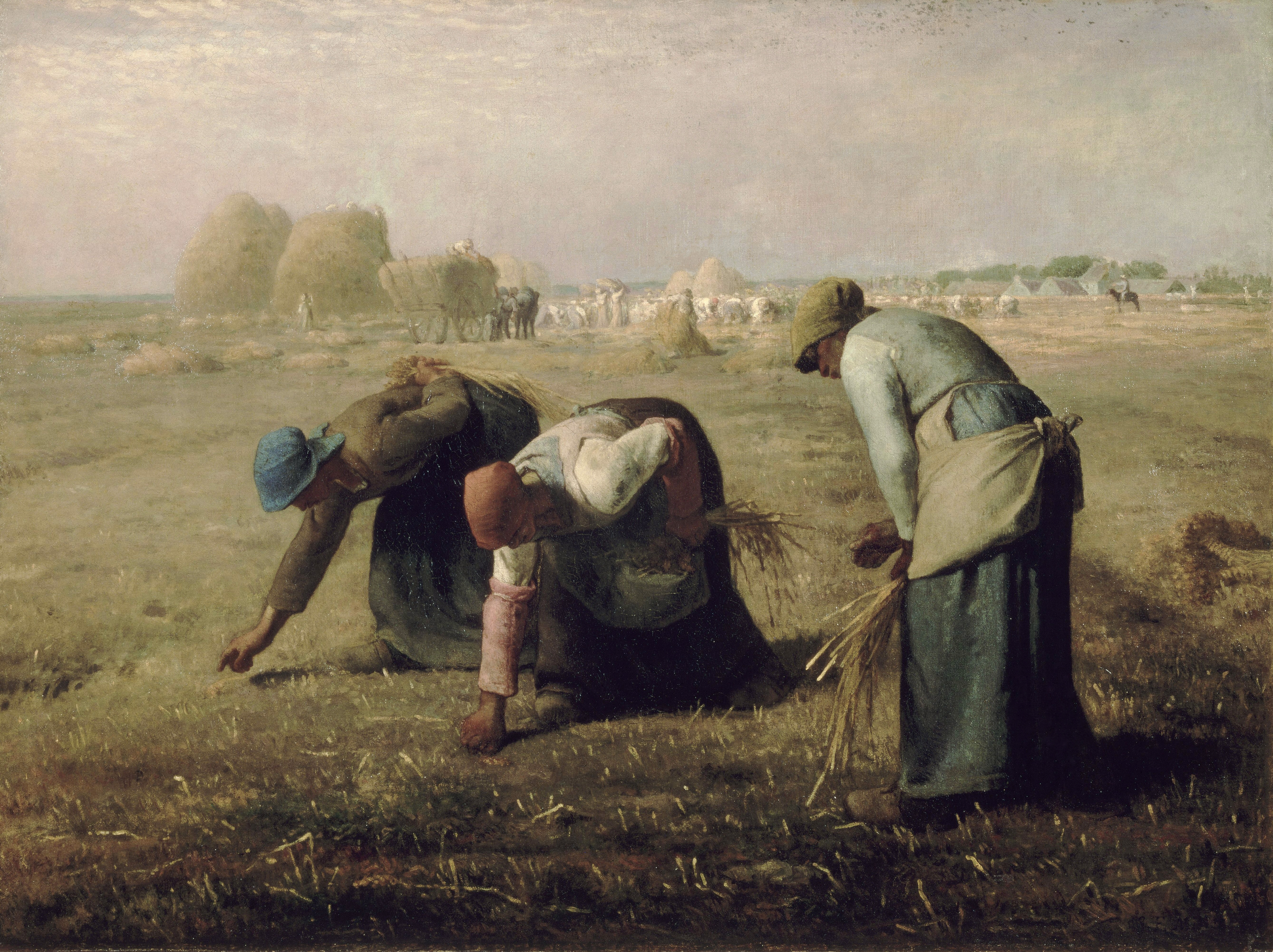
Des Glaneuses (1857), huile sur toile,, Paris, musée d'Orsay.

Jean-François Millet (prononcé [mi'lɛ], Mi-lè), né le 4 octobre 1814 au hameau de Gruchy et mort le 20 janvier 1875 à Barbizon, est un artiste-peintre réaliste, pastelliste, graveur et dessinateur français du XIXe siècle, l’un des fondateurs de l’école de Barbizon. Il est célèbre notamment pour ses scènes champêtres et paysannes.

## Biographie
Jean-François Millet est le fils de Jean Louis Nicolas Millet (originaire de Saint-Germain-le-Gaillard) et d'Aimée Henriette Adélaïde Henry. Il est né à Gruchy, hameau de Gréville sur la pointe de la Hague. Aîné d'une famille nombreuse de paysans, berger dans son enfance et plus tard laboureur, il est élevé dans un milieu éclairé. Notamment grâce à son oncle, abbé lettré, il lit la Bible, mais aussi Montaigne, La Fontaine, Homère et Virgile, Shakespeare, Milton, Chateaubriand et Victor Hugo. Son frère cadet, Jean-Baptiste, né en 1830, devient également artiste.

### Formation
Il travaille à la ferme familiale jusqu'en 1833, puis, doué en dessin, il est envoyé à Cherbourg par son père en 1834, grâce à des relations dans la bourgeoisie locale, pour apprendre le métier de peintre auprès de Paul Dumouchel, portraitiste de l'école de David. Deux ans plus tard, il étudie avec Langlois, un autre peintre de Cherbourg et également élève de Gros. À cette époque, s'ouvre le musée Thomas-Henry, et Millet s'y exerce en copiant les toiles de maîtres et s'initie aux maîtres hollandais et espagnols.
Le conseil municipal de Cherbourg et le conseil général de la Manche lui octroient ensuite une pension pour qu'il puisse continuer son apprentissage à Paris. Il s'y installe en 1837 et étudie à l'École des beaux-arts à partir du 27 mars dans l'atelier du peintre Paul Delaroche. Cependant, faute de pouvoir s'adapter à l'apprentissage en classe, Il se rend souvent au Louvre pour y copier les œuvres.
Deux ans plus tard, il est 18e sur 20 au premier essai pour le prix de Rome. Il perd alors sa bourse et doit quitter les Beaux-Arts.

### Début de carrière
Il revient à Cherbourg où il vit de la vente de quelques portraits de proches et de bourgeois, ainsi que de peintures érotiques. Son œuvre Portrait de Madame Lefranc est sélectionnée pour la première fois au Salon de 1840 et lui permet de débuter une carrière de peintre. Il a alors 26 ans.
Il se marie en 1841 avec Pauline Ono, fille de tailleur, mais elle meurt 3 ans plus tard d'une tuberculose. Son portrait de l'ancien maire de Cherbourg, le colonel Javain, est refusé par le conseil municipal. Il réalise en 1841 le Portrait de Louise-Antoinette Feuardent, laquelle vient d'épouser son ami de toujours Félix-Bienaimé Feuardent, commis à la bibliothèque de Cherbourg.
À la mort de sa femme, il quitte Cherbourg pour s'installer au Havre, en quête d'une nouvelle clientèle. Il n'y séjournera qu'une année. Il y peint en 1845 le Portrait de Charles-André Langevin, chef des services douaniers du port et amateur d'art.
À Cherbourg, il rencontre Catherine Lemaire, ancienne servante, dont il fait le portrait en 1845 et qu'il épouse en 1853. Elle lui donnera neuf enfants.

### Carrière parisienne
Il expose au Salon à partir de 1840, mais il se détourne du modèle officiel à la mode et subit l’influence d’Honoré Daumier.
Entre 1845 et 1849, dans son atelier de la rue de Rochechouart à Paris et à Barbizon pendant quelque temps encore, il a peint à la "manière fleurie", bon nombre de tableaux à sujet mythologique ou représentant des enfants mignards et des femmes nues. Mais ces "poèmes de la chair", selon l'expression de Moreau-Nélaton, se poursuivront jusqu'en 1851. Ce genre de tableaux étaient écoulés par l'intermédiaire de Narcisse Diaz chez les marchands Durand-Ruel, Schroth et Deforge. Ils permettaient à Millet de subsister modestement, mais lui avaient valu la réputation d'être un "spécialiste de la gorge et du fessier" (Moreau-Nélaton, 1921, p. 76).
Tout au long des années 1840, le nombre de paysans sans abri augmenta considérablement en France, atteignant une crise lors de la récession de 1847 et contribuant à la chute du roi Louis-Philippe lors de la révolution de 1848. C'est dans ce contexte que Millet réalise en 1846 le tableau A l'abri de l'orage conservé au Metropolitan Museum de New York.
En 1847, son Œdipe détaché de l'arbre par un berger conservé au Musée des beaux-arts du Canada, attire l'œil des critiques parisiens.

### Le Travail paysan
Au Salon de 1848, il expose Le Vanneur, qu'Alexandre Ledru-Rollin lui achète pour cinq cents francs. C'est la première œuvre inspirée par le travail paysan. De nombreux commentateurs perçoivent un angle politique dans ce tableau, ou du moins une sympathie de l'artiste envers les travailleurs agricoles.
Il développe cette veine à partir de 1849 en s'installant à Barbizon avec Charles Jacque pour s’appliquer à peindre beaucoup de scènes rurales souvent poétiques. Là naissent Les Botteleurs de foin (1850), Des Glaneuses (1857), L'Angélus (1859), La Tondeuse de moutons (1861) et La Bergère (1864), des peintures qu'il  classe dans l'influence du courant réaliste, glorifiant l'esthétique de la paysannerie. Un rapide retour dans la Hague en 1854, à la suite du décès de sa mère, lui inspire Le Hameau Cousin, La Maison au puits, Le Puits de Gruchy, une première version du Bout du village.
Dans les années 1850, il travaille également sur de nombreuses scènes d'intérieur d'humbles habitations paysannes, dans lesquelles il représente des figures féminines sereines et solitaires, consacrées à l'éducation des enfants ou aux travaux ménagers.
En 1860, il s'inspire de l'œuvre Madame Bovary de Gustave Flaubert pour sa peinture La Leçon de couture[réf. nécessaire].

### Paysages et pré-impressionnisme
Peu à peu, il délaisse les seules scènes de travail paysan pour s'intéresser davantage aux ambiances, aux paysages. Alors que les Prussiens envahissent la France, Millet revient avec sa famille à Cherbourg, en 1870 durant un an et demi, avant de retourner à Barbizon. À cette époque, il travaille davantage les jeux de lumière, la pénombre et le clair-obscur, signant un travail annonciateur de l'impressionnisme, à travers les tableaux de L'Église de Gréville, Le Prieuré de Vauville ou du Bateau de pêche, ou même, avec Le Rocher du Castel, proche des recherches de Paul Cézanne.
Il meurt à Barbizon en Seine-et-Marne, le 20 janvier 1875, et est enterré dans le cimetière communal qui, à l'époque, était à Chailly-en-Bière, Barbizon n'étant qu'un hameau de cette commune jusqu'en 1903.
Sa maison à Barbizon est au no 29 de la Grande Rue, il l'occupa de 1849 à 1875. Elle est devenue un musée en 1922.

### Élèves
- Jean-Baptiste Millet (1830-1906), son frère
- Robert Mols (1848-1903)

## Œuvre

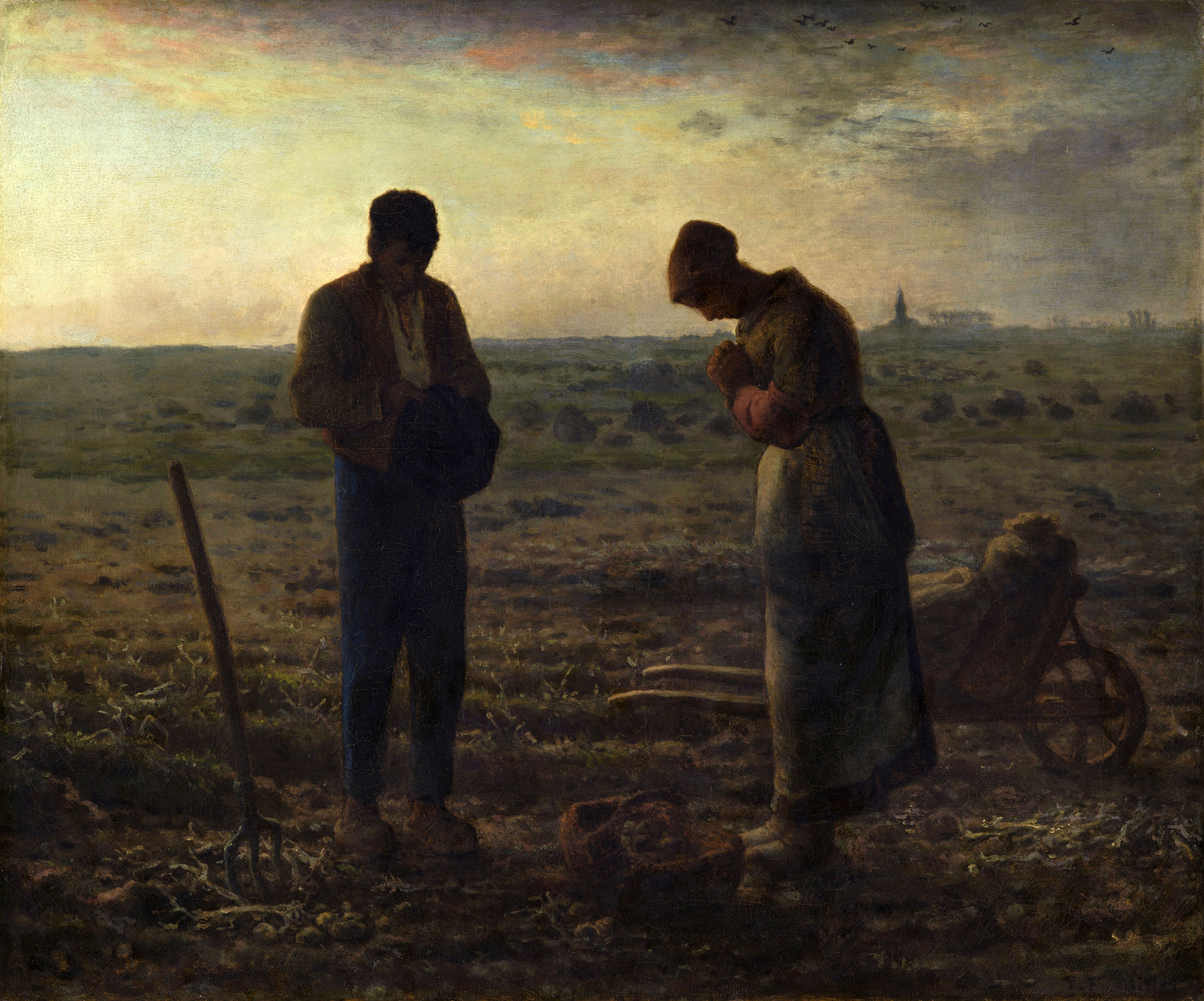
L'Angélus (1857-1859), huile sur toile,, Paris, musée d'Orsay.

Ses tableaux, comme Des glaneuses (1857), dépeignant les plus pauvres des femmes de la campagne se penchant pour glaner les restes d'un champ moissonné, sont une présentation forte de la classe paysanne qui résonne encore à ce jour (Des glaneuses sont conservées à Paris au musée d'Orsay).
Son Angélus (1858) a été très largement reproduit sur différents objets et supports et copié ou réinterprété par d'autres artistes des XIXe et XXe siècles. Salvador Dalí en particulier a été fasciné par ce travail, lui consacrant tout un livre, El Mito Tragico De El Angelus De Millet. Des variations de ce tableau de Millet apparaissent dans plusieurs de ses propres peintures.
Millet est un peintre réaliste qui a eu une grande influence sur des impressionnistes comme Claude Monet et Camille Pissarro, ainsi que sur Vincent van Gogh, qui a interprété certaines de ses scènes rurales. Son œuvre a également influencé l'autrichien Albin Egger-Lienz.
Sa maison natale, au village de Gruchy dans la commune de Gréville-Hague, a été reconstruite à l’identique et meublée comme une maison paysanne du XIXe siècle. On y peut découvrir de nombreuses copies de ses tableaux.

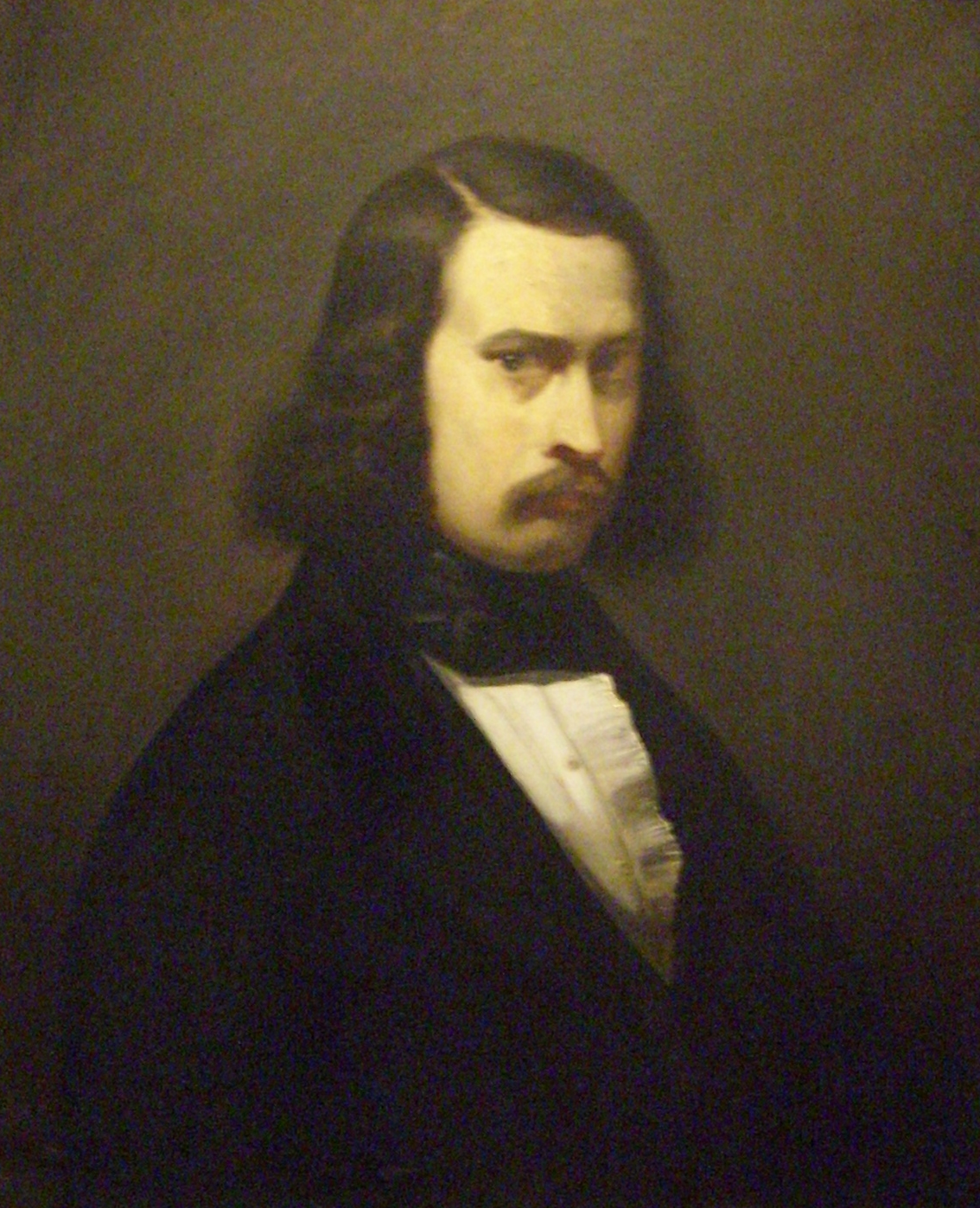
Autoportrait (1841), huile sur toile,, Cherbourg-en-Cotentin, musée Thomas-Henry.

Les plus grandes collections d'œuvres de Millet sont à Paris au musée d'Orsay, au musée des beaux-arts de Boston, au musée Thomas-Henry de Cherbourg-en-Cotentin et au  Metropolitan Museum of Art de  New York.
- Portrait de Pauline Ono (1841), musée Thomas-Henry, Cherbourg-en-Cotentin
- Sarcophage antique, Musée d'art classique de Mougins.
- Intérieur de cuisine Normande (1842), musée des beaux-arts et d'archéologie de Châlons-en-Champagne
- Femme nue couchée (1844), musée d'Orsay, Paris[14]
- Portrait d'homme anonyme (1845), huile sur toile, musée des Beaux-Arts de Reims, Reims
- Portrait de Charles-André Langevin (1845), huile sur toile, musée d'Art moderne André-Malraux, Le Havre[15]
- Baigneuse au bord de l'eau (v. 1846 / 1847), huile sur panneau de bois, 27.5 x 19 cm, musée des beaux-arts de Dijon, Dijon[16]
- Un vanneur (1848), National Gallery, Londres[17]
- Le Repos des faneurs (1848), musée d'Orsay, Paris[18]
- Le Semeur (1850), huile sur toile, musée des beaux-arts de Boston[19]
- Le Départ pour le travail (1851), huile sur toile, collection privée
- Notre-Dame de Lorette (v. 1851), huile sur toile, 232 x 132.5 cm, musée des beaux-arts de Dijon, Dijon[20]
- La Récolte des pommes de terre (1855), Walters Art Museum, Baltimore[21]
- La Précaution maternelle (1855-1857), musée du Louvre, Paris[22]
- Hameau Cousin à Gréville (1855-1874), musée des Beaux-Arts, Reims[23]
- Des glaneuses (1857), musée d'Orsay, Paris[24]
- La Charité (1858), musée Thomas-Henry, Cherbourg-en-Cotentin
- La Petite Bergère (1858), musée d'Orsay, Paris[25]
- L'Angélus (1859), musée d'Orsay, Paris[26]
- La Mort et le Bûcheron (1859), Ny Carlsberg Glyptotek, Copenhague
- La Becquée (1860), 70 x 60 cm, Musée national Zabana d'Oran, Algérie[27]
- L'Homme à la houe (1860-1862)
- L'Hiver aux Corbeaux (1862), Österreichische Galerie, Vienne
- Les Planteurs de pommes de terre (1862), musée des beaux-arts, Boston[28]
- Bergère avec son troupeau (1863-1864), musée d'Orsay, Paris[29]
- La Sieste (ou La Méridienne) (1866), musée des beaux-arts, Boston[30]
- Le Printemps (1868-1873), musée d'Orsay, Paris[31]
- La Leçon de tricot (1869), Saint Louis Art Museum, Missouri[32]
- Meules de foin, automne (1868-1874), Metropolitan Museum of Art, New York[33]
- L'Église de Gréville (1871-1874), musée d'Orsay, Paris[34]
- Le Bouquet de marguerites (1871-1874), musée d'Orsay, Paris[35]
- Chasse des oiseaux avec les feux (1874), Philadelphia Museum of Art[36]
- Le Retour du troupeau, musée d'Orsay, Paris[37]
- Nature morte aux navets, Musée national des Beaux-Arts d'Alger, Algérie

### Quelques expositions

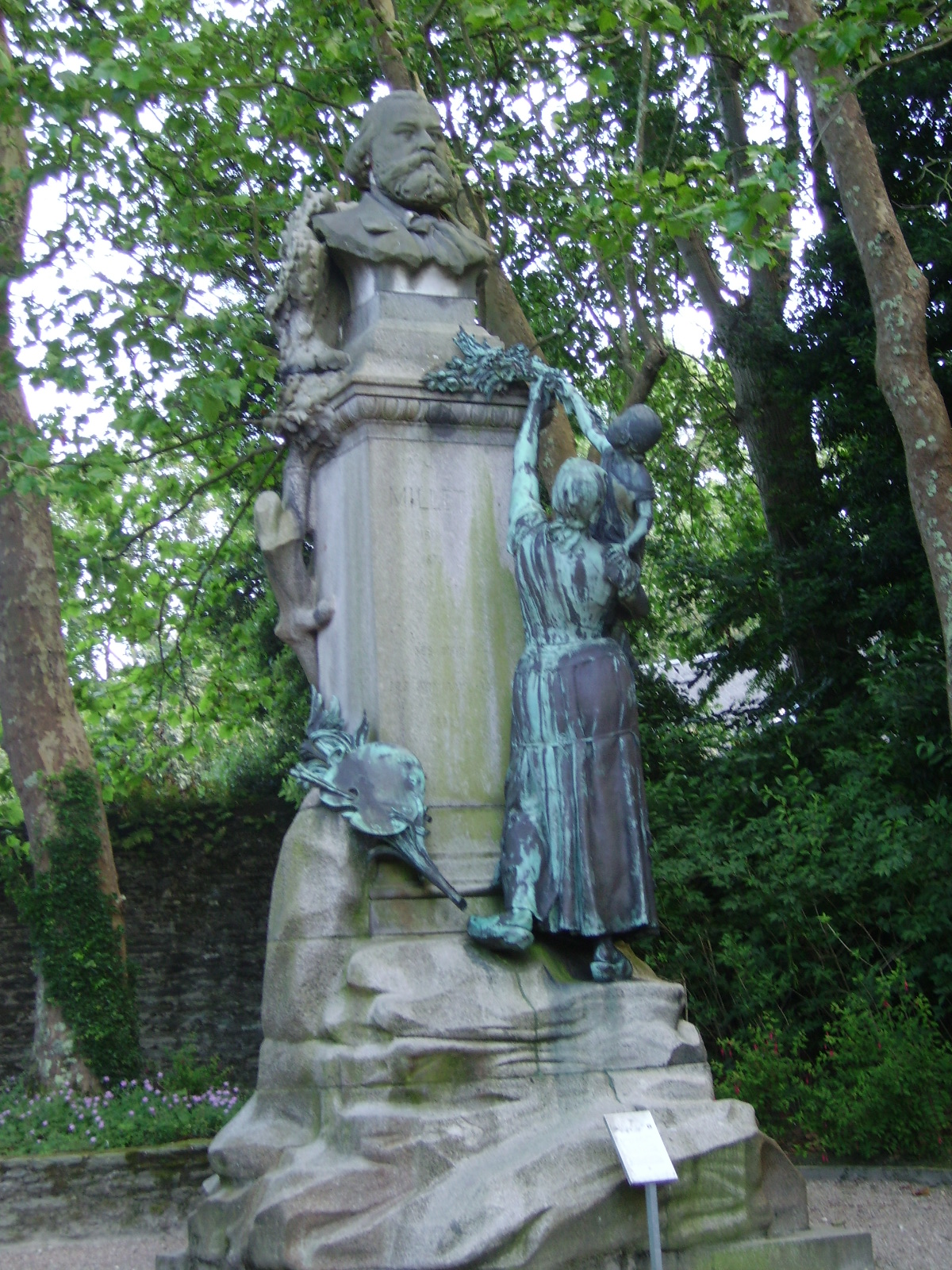
Buste de Millet, jardin public de Cherbourg-en-Cotentin.

- 1867 : Exposition universelle à Paris
- 1887 : rétrospective à l'École nationale supérieure des beaux-arts de Paris
- 1964 : Cent cinquantième anniversaire de la naissance de Millet au Musée Thomas-Henry de Cherbourg-en-Cotentin
- 1975 : "Jean-François Millet" au Grand Palais de Paris
- 1984 : "Jean-François Millet" au Musée des Beaux-Arts de Boston
- 1998 : "Millet / Van Gogh" au Musée d'Orsay
- 2002 : "Jean-François Millet, Voyage en Auvergne et Bourbonnais[38], 1866-1868 au Musée d'Art Roger-Quilliot de Clermont-Ferrand
- 2003 : "Jean-François Millet et le Naturalisme en Europe" à Tokyo et Fukuoka
- 2008 : "Millet et son temps" au Musée national d'histoire de Taipei
- 2010 : "Millet et la France rurale" au Musée des Beaux-Arts de Boston
- 2017 : "J.F. Millet, rétrospective" et "Millet USA"[39] au Palais des Beaux-Arts de Lille

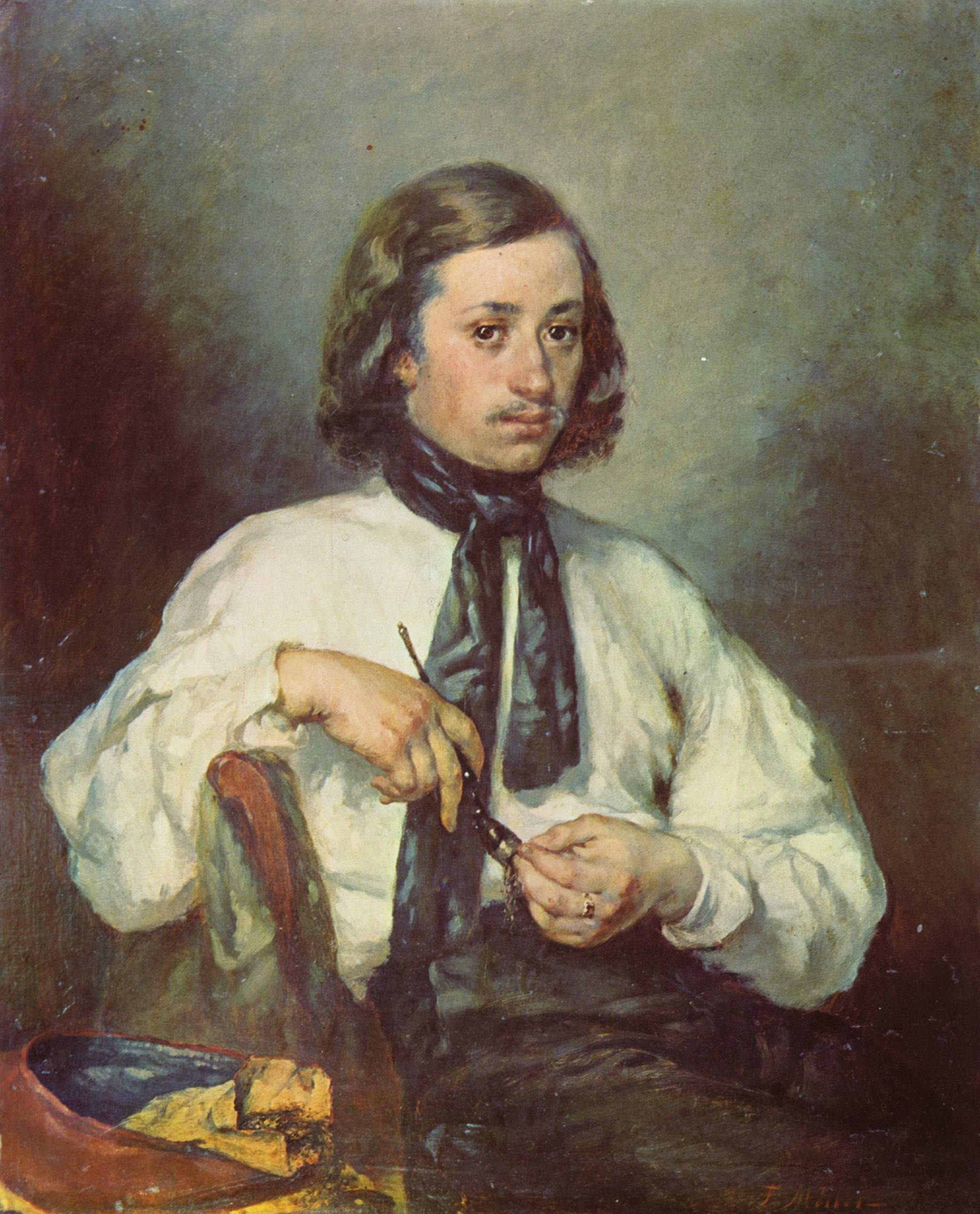
L'Homme à la pipe ou Portrait d'Armand Ono, vers 1843, huile sur toile, 100,8 × 80,8 cm, Cherbourg-en-Cotentin, musée Thomas-Henry.
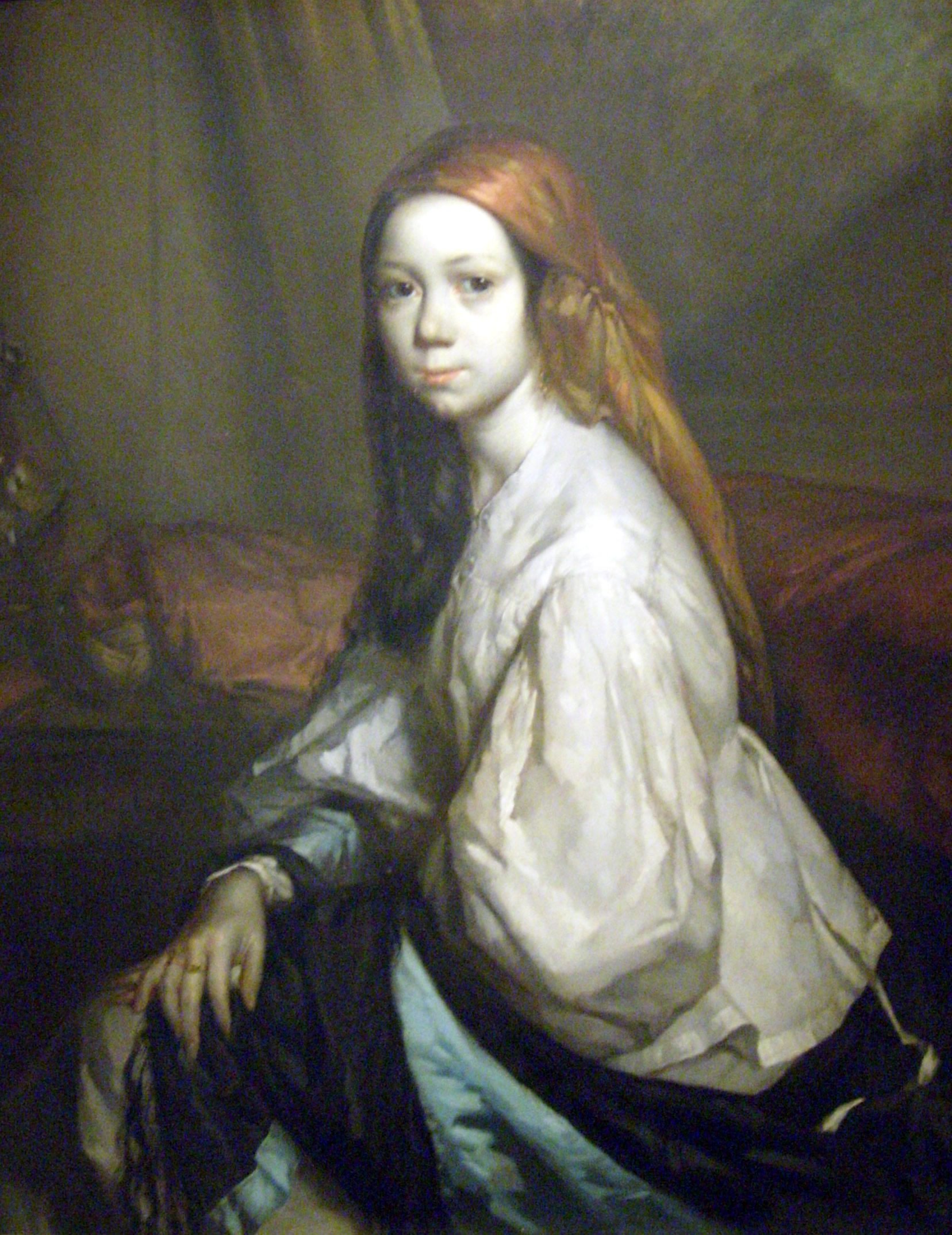
Pauline Ono en déshabillé, 1843-1844, huile sur toile, 100,2 × 81,2 cm, Cherbourg-en-Cotentin, musée Thomas-Henry.
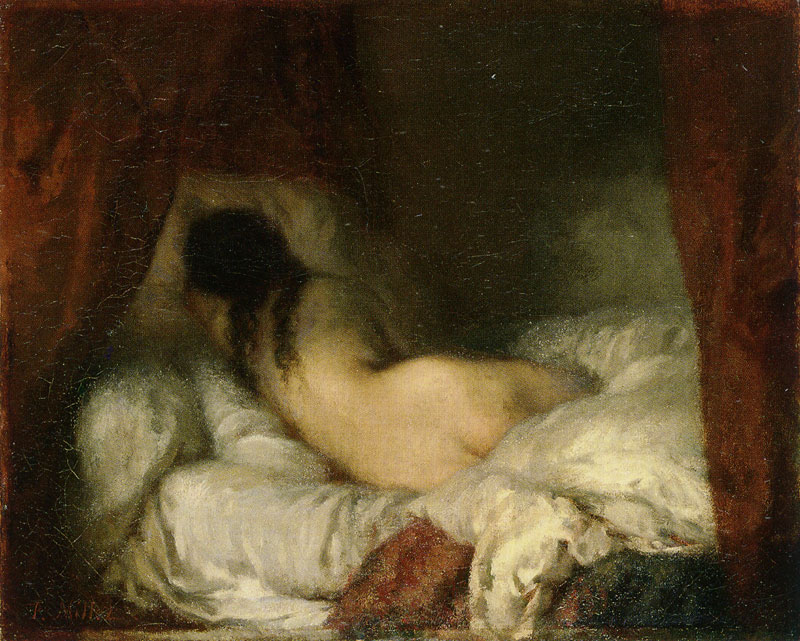
Femme nue couchée, 1844-1845, huile sur toile, 33 × 41 cm, Paris, musée d'Orsay.
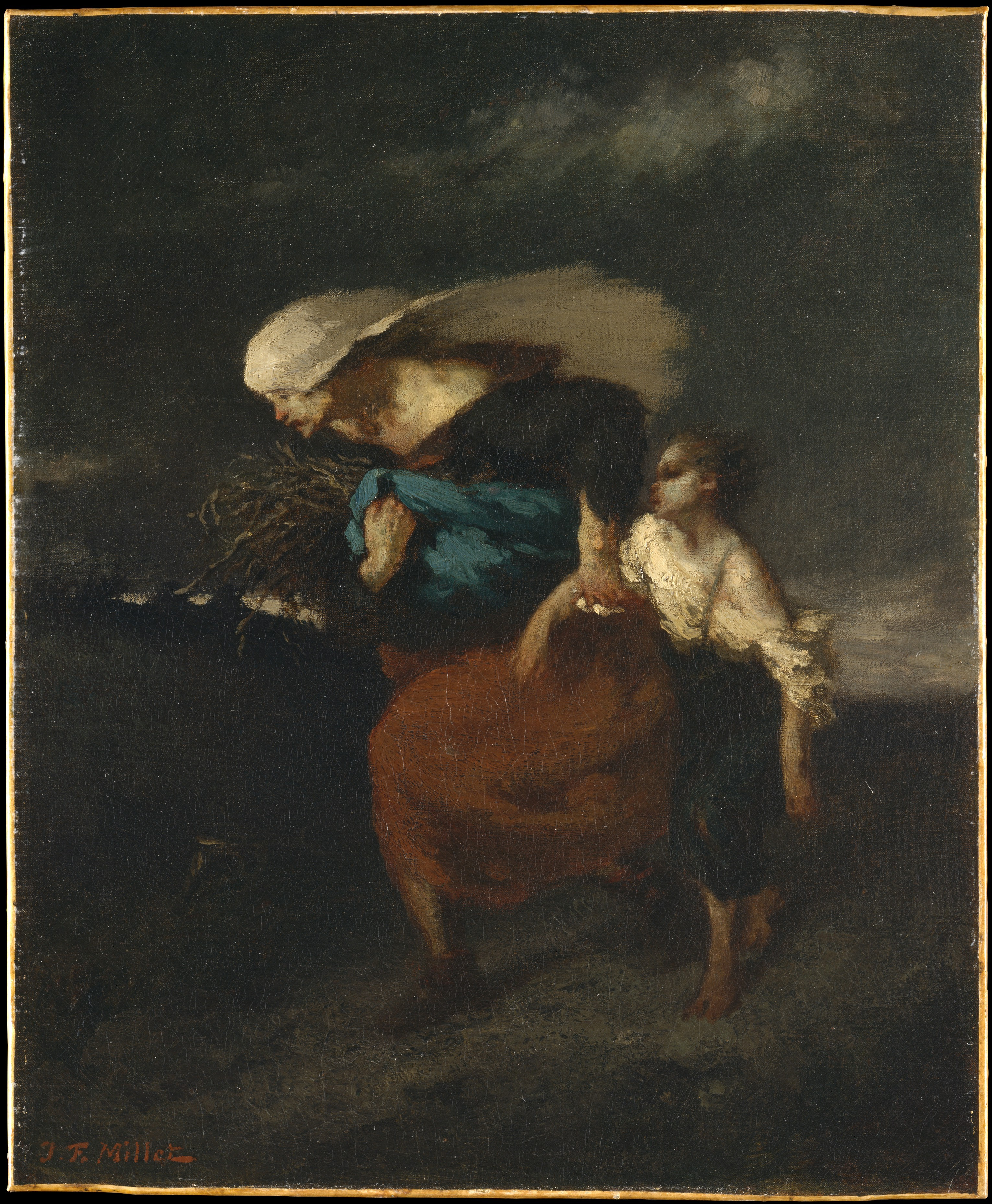
A l'abri de l'orage, vers 1846, huile sur toile, 46,4 × 38,1 cm, New York, Metropolitan Museum of Art
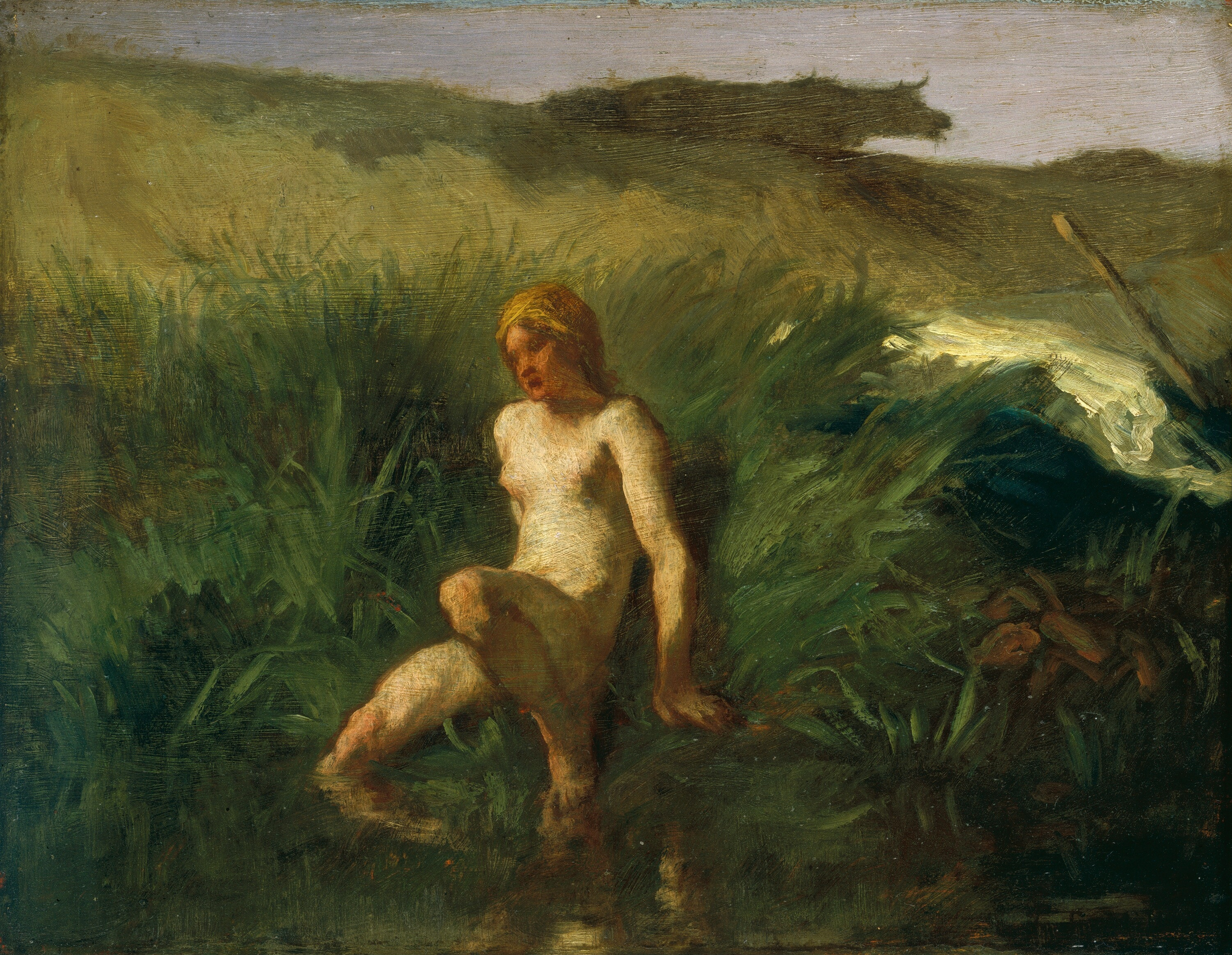
La Baigneuse, vers 1846-1848, huile sur panneau de bois, 18,5 × 24,1 cm, Washington D.C., National Gallery of Art
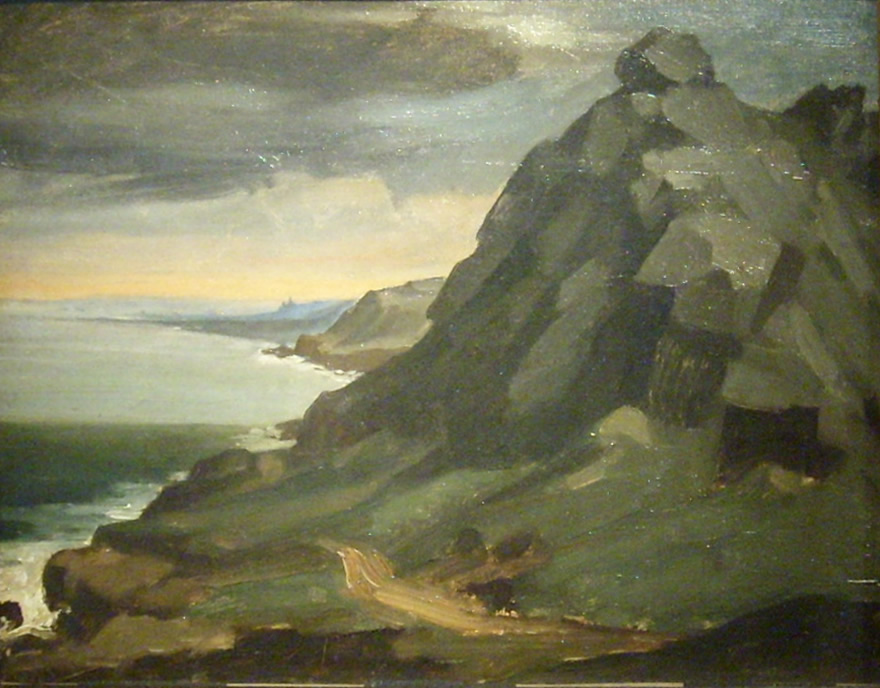
Le Rocher du Castel Vendon, 1848, huile sur toile, 28 × 37 cm, Cherbourg-en-Cotentin, musée Thomas-Henry.
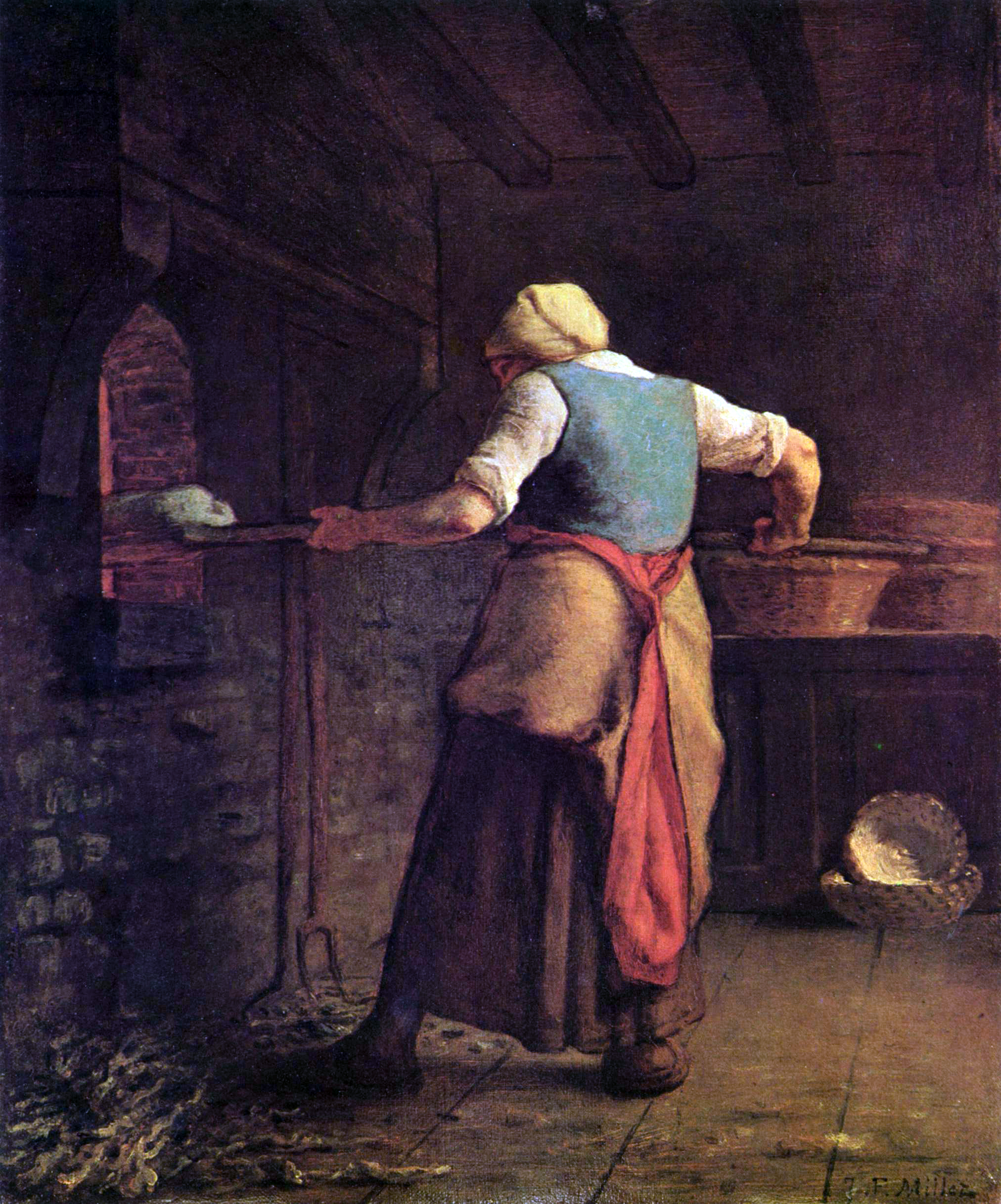
La Fournée, 1854, huile sur toile, 55 × 46 cm, Otterlo, musée Kröller-Müller.
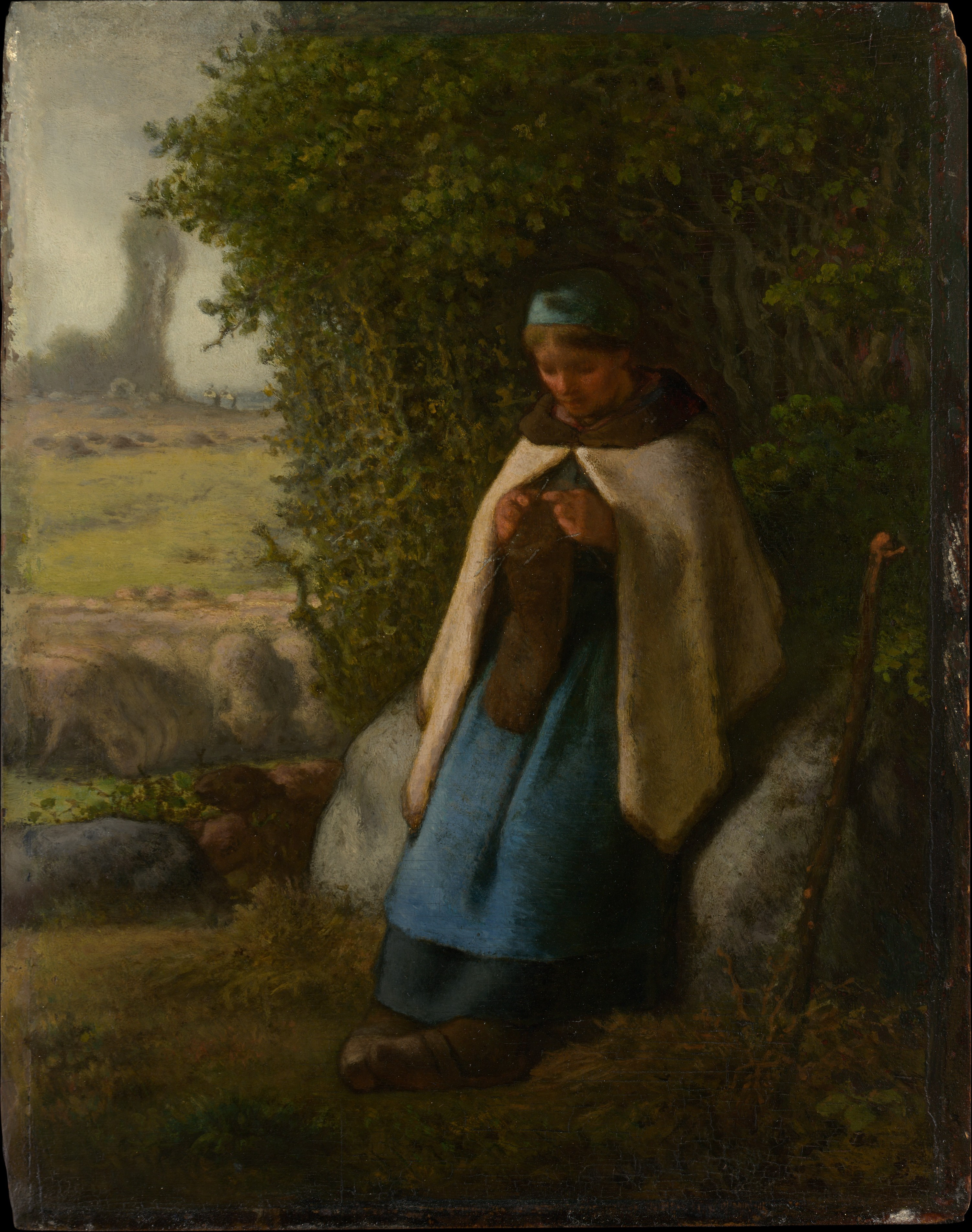
Bergère assise sur un rocher, 1856, huile sur bois, 35,9 × 28,3 cm, New York, Metropolitan Museum of Art
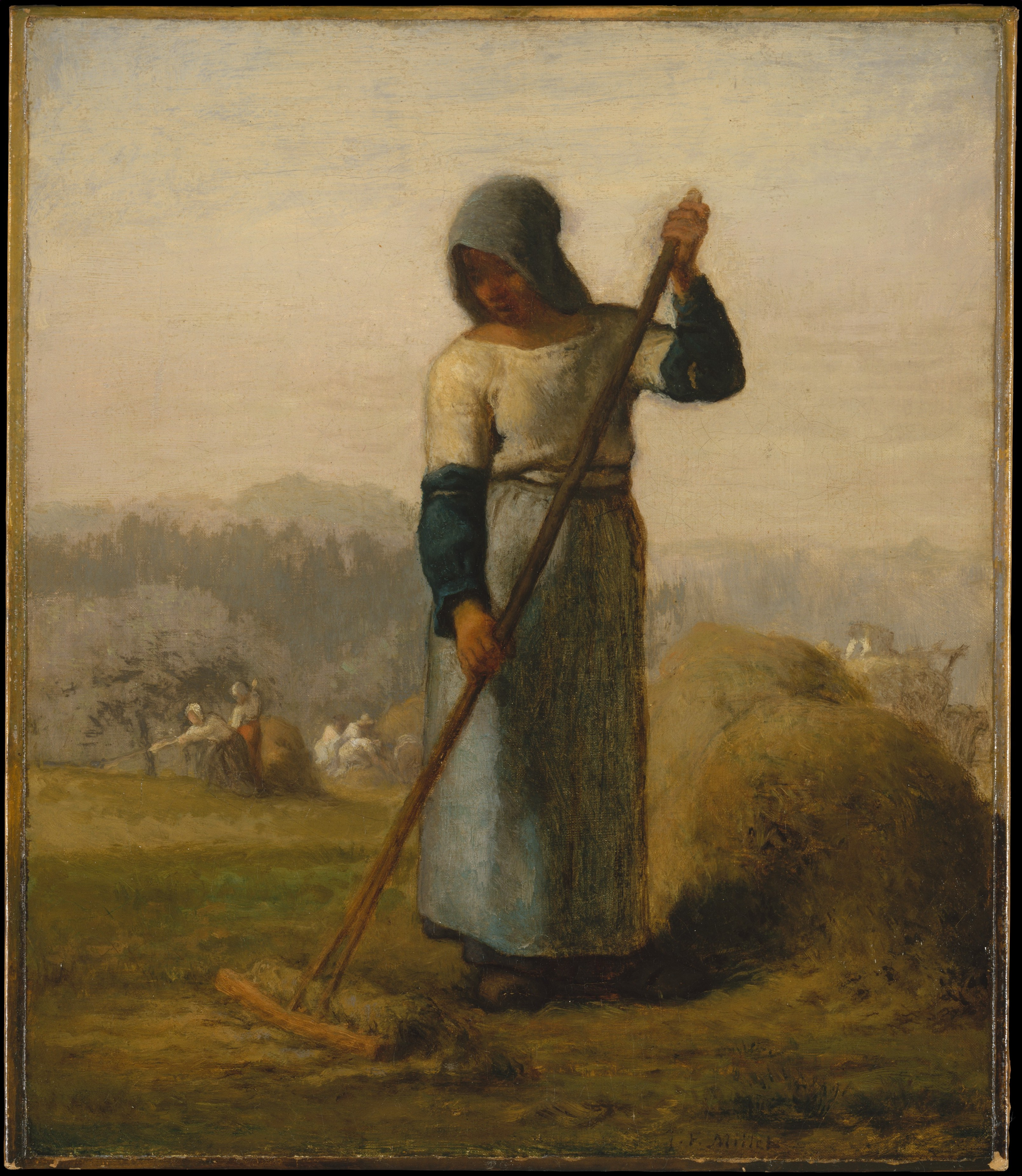
Femme avec un rateau, vers 1856-57, huile sur toile, 39,7 × 34,3 cm, New York, Metropolitan Museum of Art
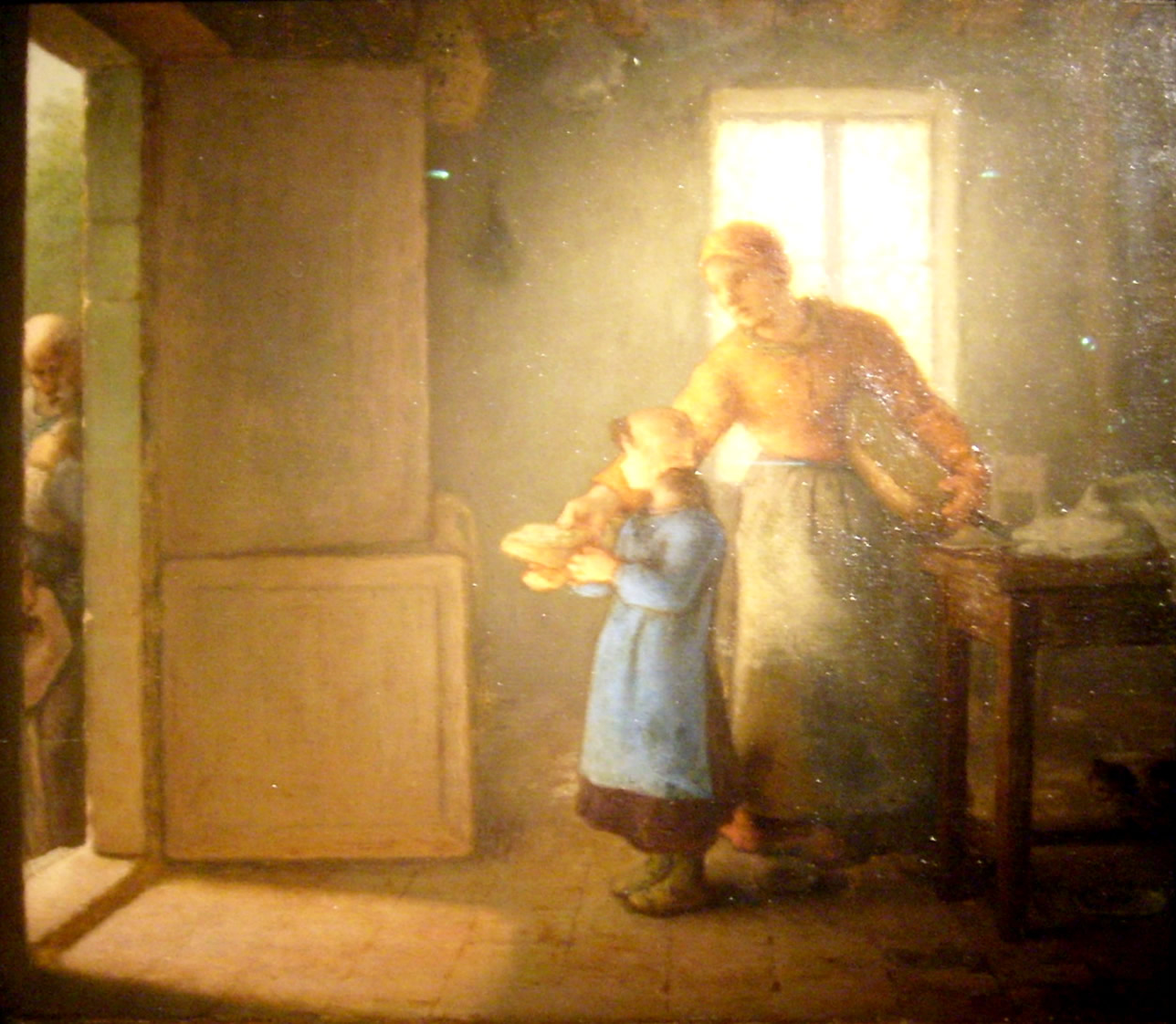
La Charité, 1859, huile sur bois, 40 × 45 cm, Cherbourg-en-Cotentin, musée Thomas-Henry.
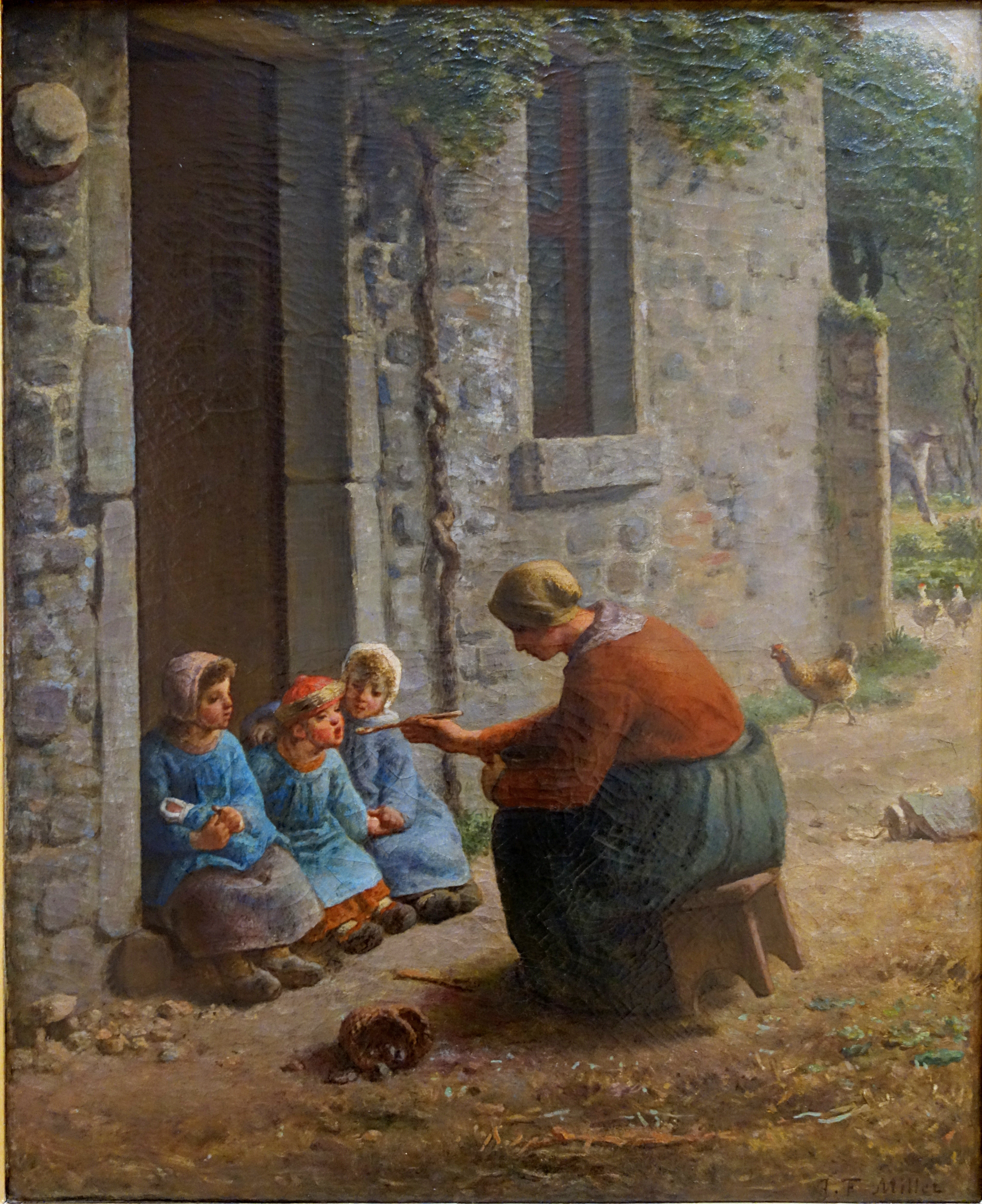
La Becquée, vers 1860, huile sur toile, 74 × 60 cm, Oran, Algérie, Musée national Zabana d'Oran.
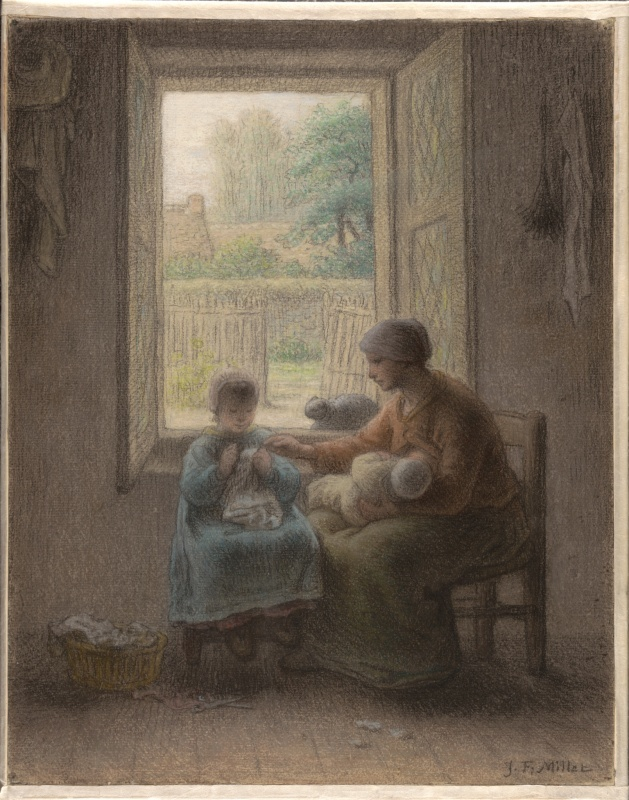
La leçon de couture, vers 1860, fusain et pastel, 38 × 31 cm, Crocker Art Museum.
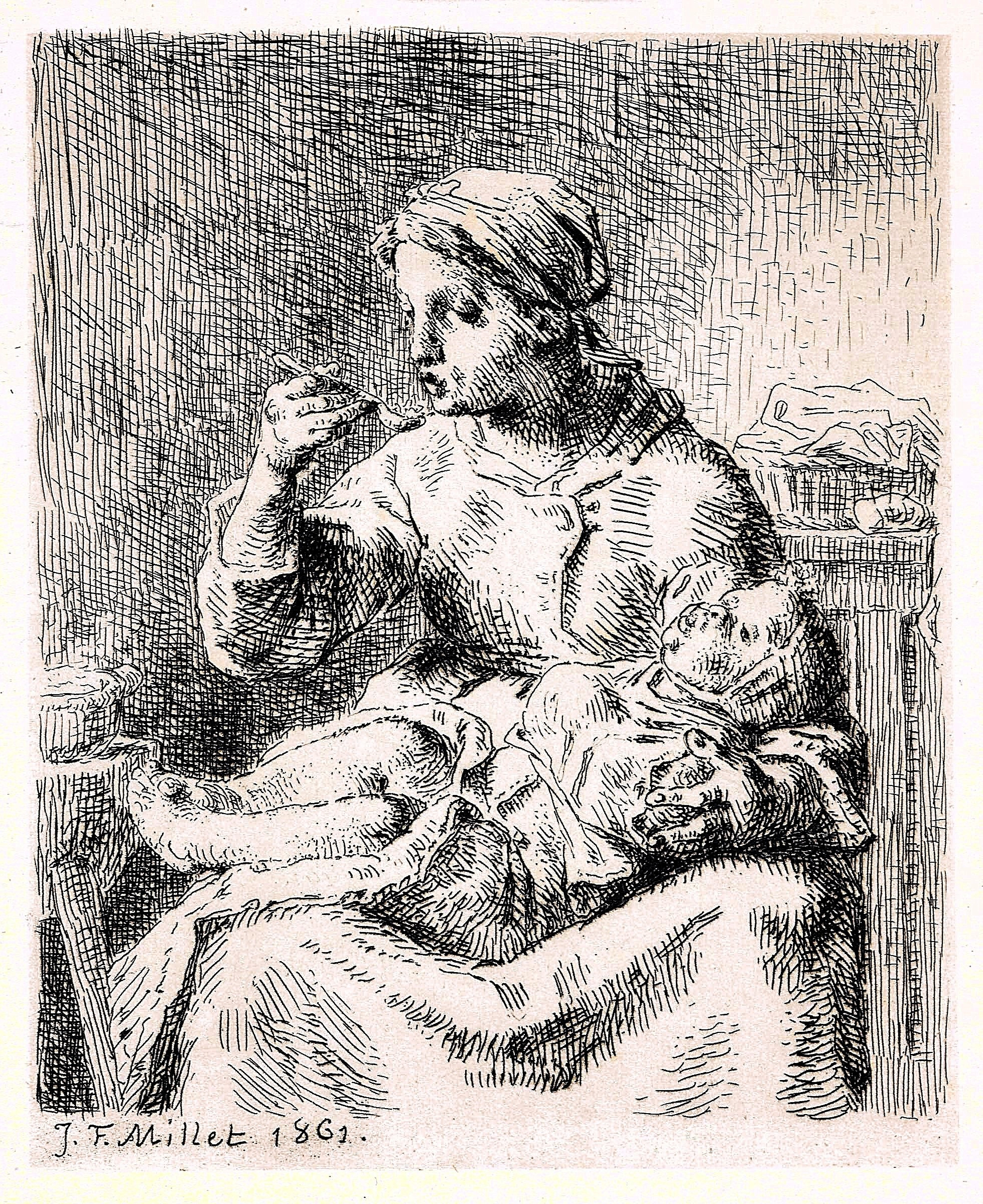
La Bouillie, 1861, eau-forte, 15 × 12 cm.
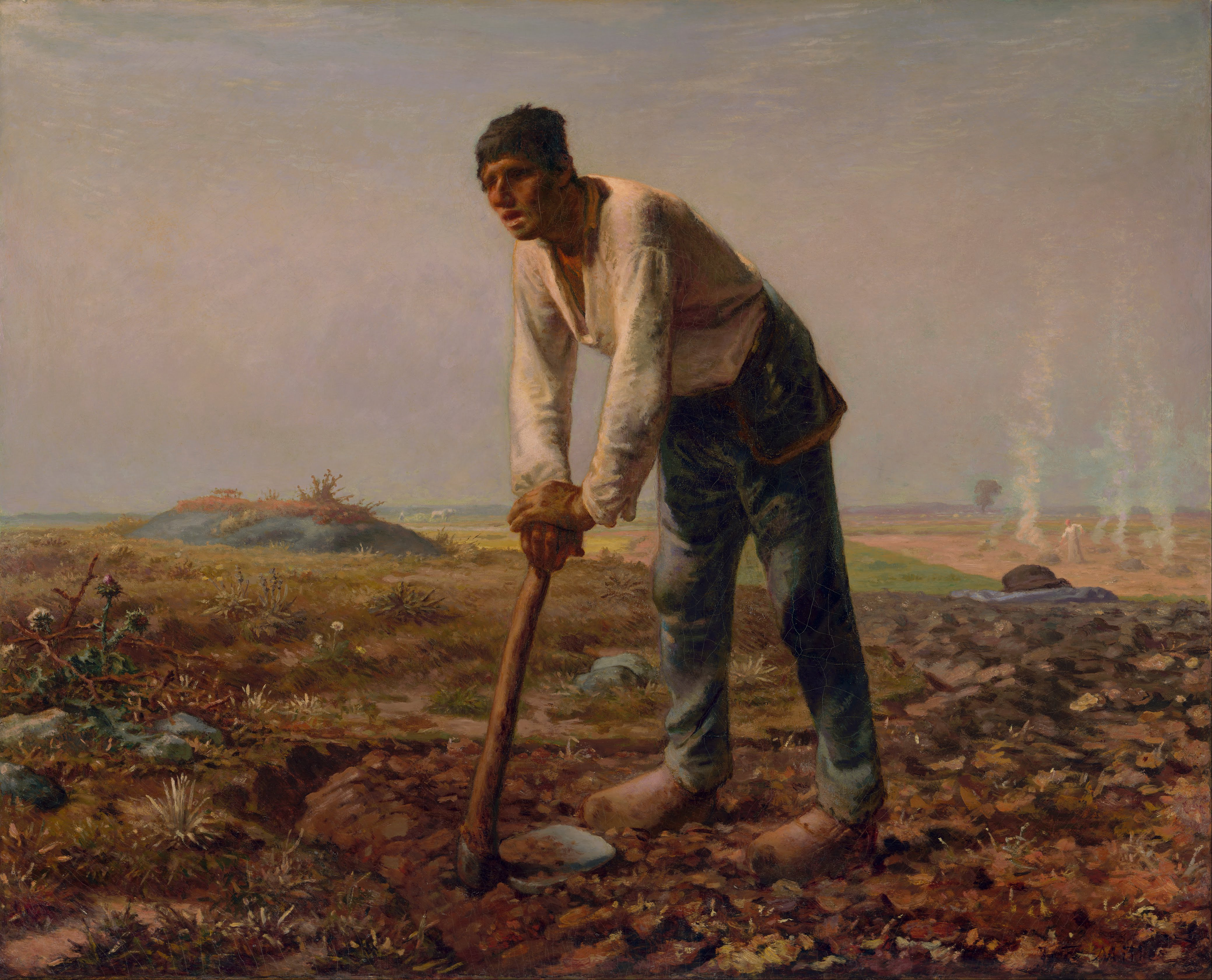
L'Homme à la houe, vers 1860-1862, huile sur toile, 31,5 × 39 cm, Los Angeles, Getty Center.
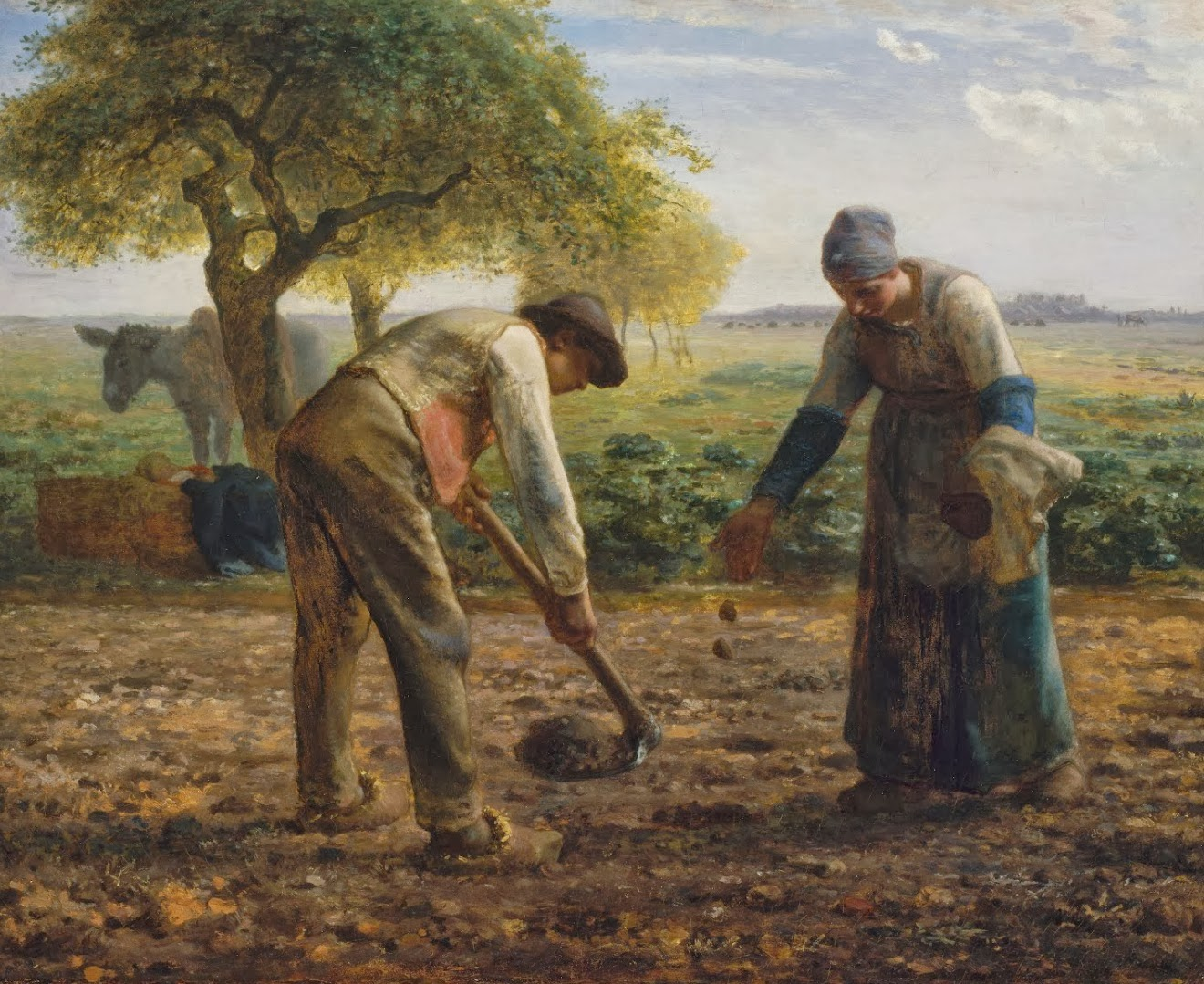
Les Planteurs de pommes de terre, vers 1861, huile sur toile, 82,5 × 101,3 cm, Boston, Musée des Beaux-Arts
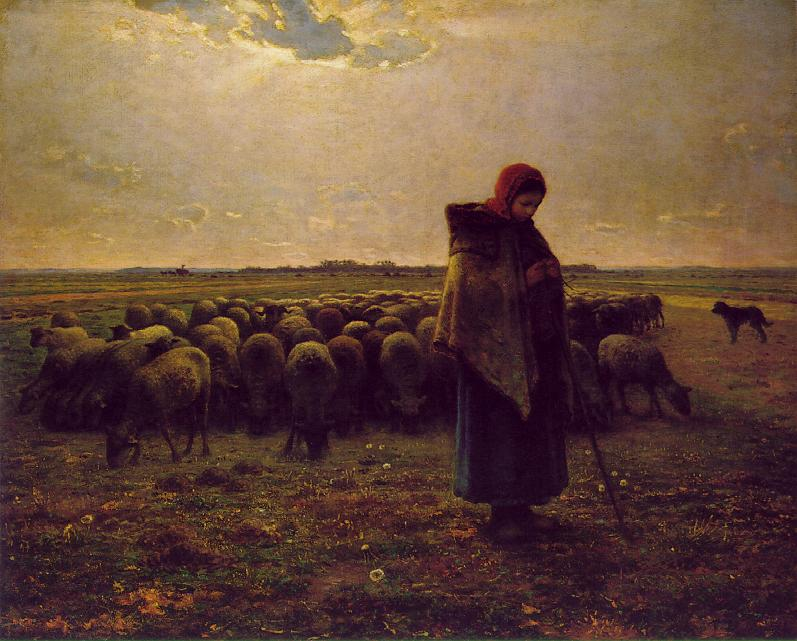
Bergère avec son troupeau, 1863 ou 1864, huile sur toile, 81 × 101 cm, Paris, musée d'Orsay.
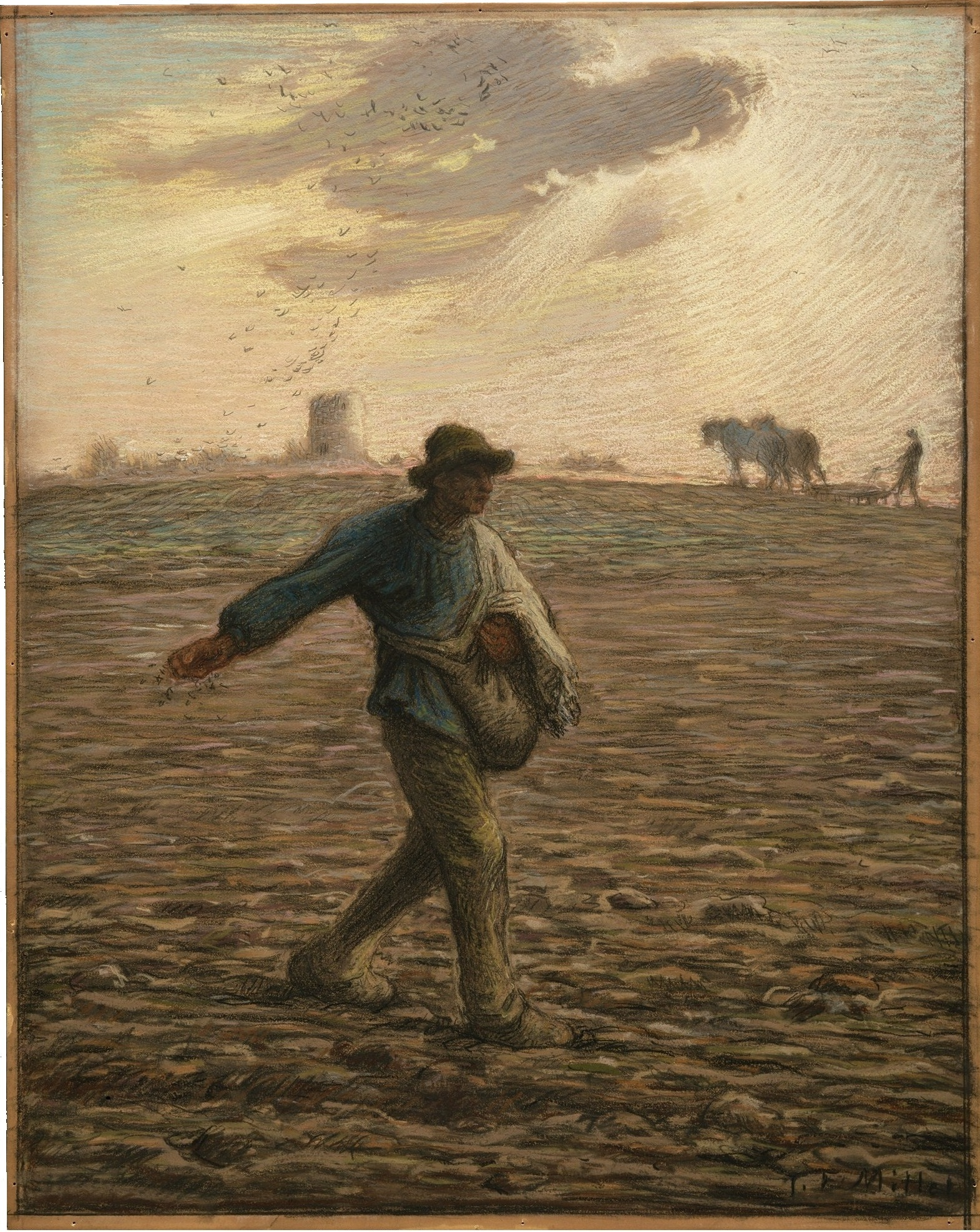
Le Semeur, 1865, Pastel et crayon de bois sur papier, 1865, 47 x 37.5 cm, Clark Art Institute
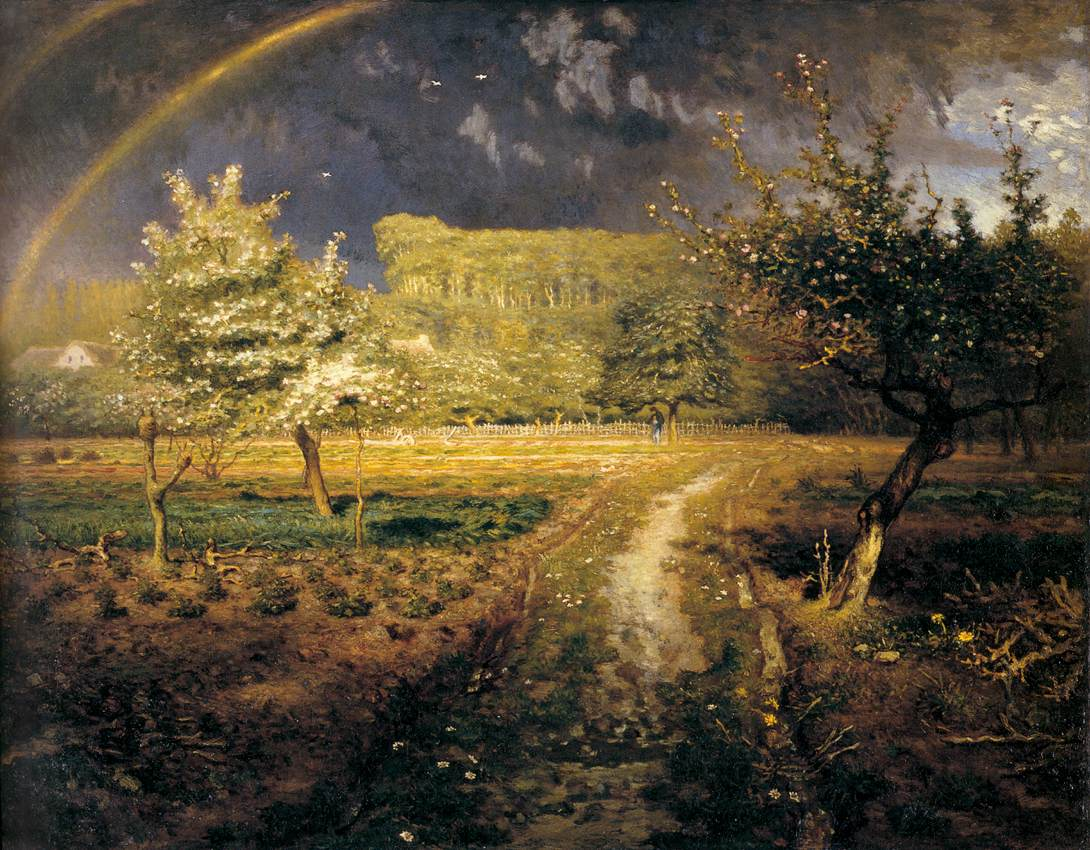
Le Printemps, 1868-1873, 86 × 111 cm, huile sur toile, Paris, musée d'Orsay.
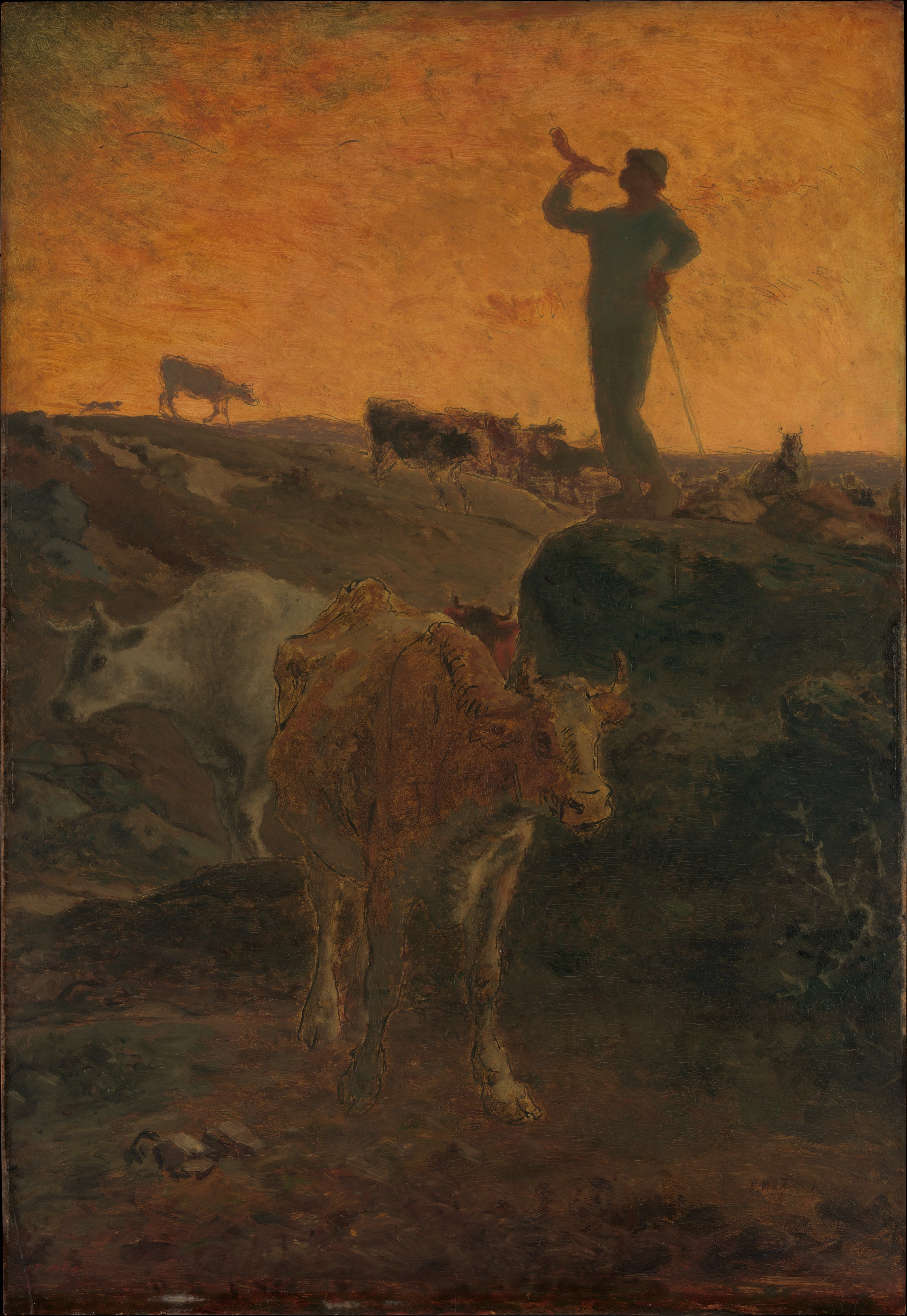
L'appel des vaches, vers 1872, huile sur bois, 94,6 × 64,8 cm, New York, Metropolitan Museum of Art
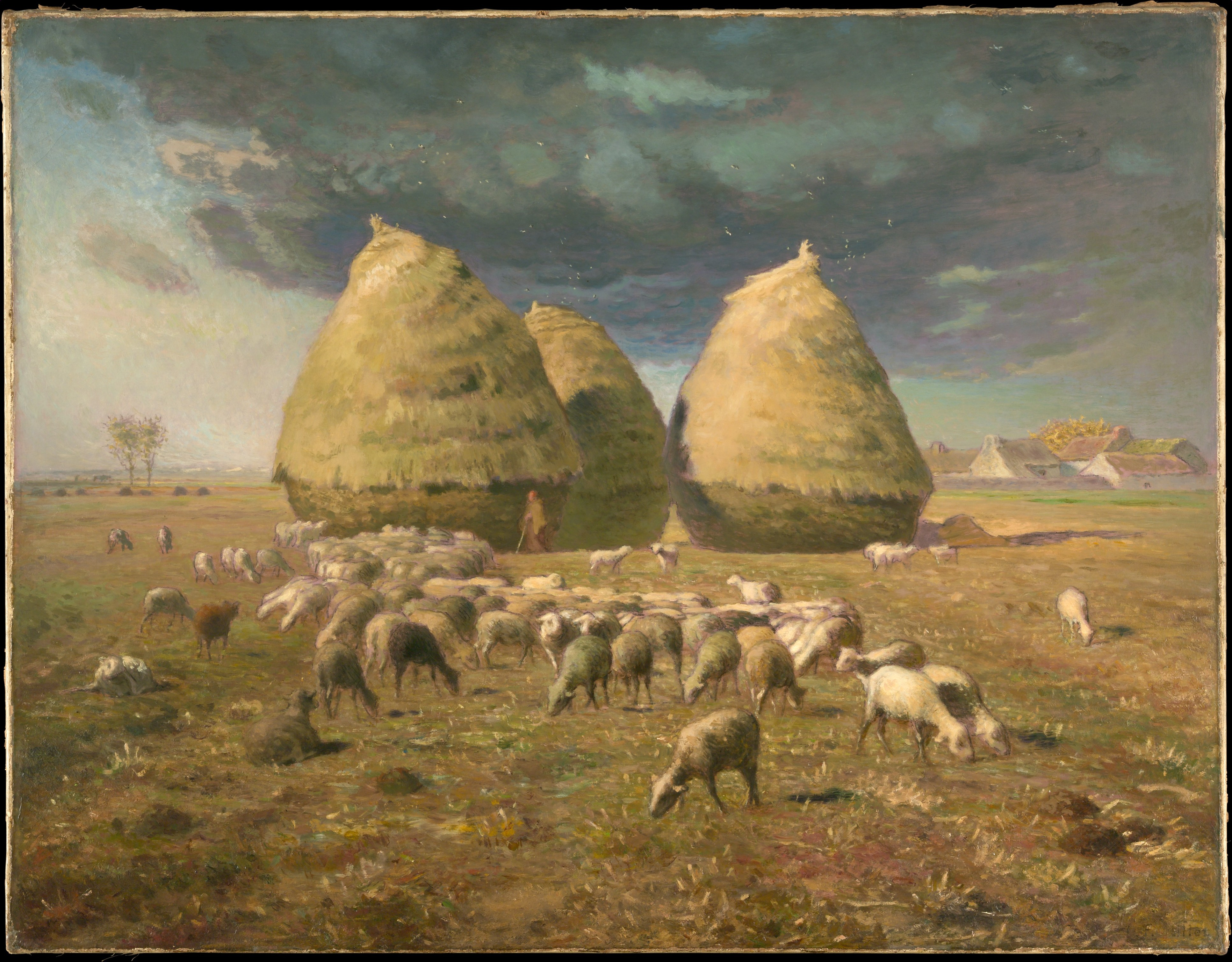
Meules de foin, automne, vers 1872, huile sur toile, 85,1 × 110,2 cm, New York, Metropolitan Museum of Art

### Iconographie
- Henri Chapu, Théodore Rousseau et Jean-François Millet, 1884, bas-relief en bronze encastré dans un rocher en forêt de Fontainebleau  à Barbizon  (fonte Barbedienne).

#### Bases de données et dictionnaires
- Ressources relatives aux beaux-arts :   - AGORHA
  - Art Institute of Chicago
  - Art UK
  - Artists of the World Online
  - Auckland Art Gallery
  - Bénézit
  - Bridgeman Art Library
  - British Museum
  - Collection de peintures de l'État de Bavière
  - Galerie nationale de Finlande
  - Grove Art Online
  - J. Paul Getty Museum
  - Kunstindeks Danmark
  - Musée d'art Nelson-Atkins
  - Musée d'Orsay
  - Musée des beaux-arts du Canada
  - Musée national du Victoria
  - Musée Städel
  - Museum of Modern Art
  - National Gallery of Art
  - Nationalmuseum
  - Österreichische Galerie Belvedere
  - RKDartists
  - Smithsonian American Art Museum
  - Te Papa Tongarewa
  - Union List of Artist Names
- Ressources relatives à la musique :   - Discogs
  - MusicBrainz
- Ressource relative à la vie publique :   - Documents diplomatiques suisses 1848-1975
- Ressource relative à la littérature :   - Internet Speculative Fiction Database
- Ressource relative à la recherche :   - Isidore
- Notices dans des dictionnaires ou encyclopédies généralistes :   - Britannica
  - Brockhaus
  - Den Store Danske Encyklopædi
  - Deutsche Biographie
  - Enciclopedia italiana
  - Enciclopedia De Agostini
  - Gran Enciclopèdia Catalana
  - Hrvatska Enciklopedija
  - Internetowa encyklopedia PWN
  - Nationalencyklopedin
  - Store norske leksikon
  - Treccani
  - Universalis
  - Visuotinė lietuvių enciklopedija
- Notices d'autorité :   - VIAF
  - ISNI
  - BnF (données)
  - IdRef
  - LCCN
  - GND
  - Italie
  - Japon
  - CiNii
  - Espagne
  - Belgique
  - Pays-Bas
  - Pologne
  - Israël
  - NUKAT
  - Catalogne
  - Suède
  - Vatican

#### Autres
- « Estampes de Jean-François Millet », sur INHA (consulté le 11 janvier 2018).
- Millet sur le site de Barbizon
- « http://www.barbizon-france.com/Pages/Barbizon/peintur/jfmill/vie.html »(Archive.org • Wikiwix • Archive.is • Google • Que faire ?), sur barbizon.com
- (en) Jean-François Millet dans Artcyclopedia.
- Jean-François Millet sur WikiManche.
- Jean-François Millet, sur picturalissime.com.